# القنفذ سونيك (قصة مصورة)

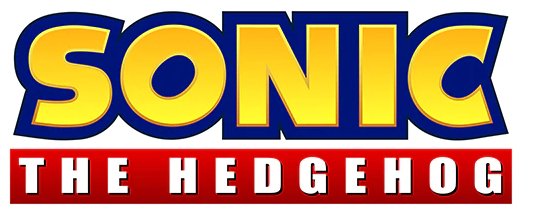
شعار سلسلة ألعاب الفيديو "سونيك القنفذ" من شركة سيغا

مجلة القنفذ سونيك  (بالإنجليزية: Sonic the Hedgehog) هي سلسلة قصص مصورة من الناشر آرتشي كومكس الأمريكية. صدر أول عدد للمجلة في شهر فبراير عام 1993 ويتحدث عن مغامرات سونيك والأصدقاء وتصديهم للأشرار والمجرمين والوحوش الخارقة.
هناك نسخة عربية للسلسلة ينطبع في شكل غير رسمي وغير متناسق في المجلة الخاصة لسبيس تون منذ عدد #121 والتي اصدر في أوائل 2013.

## لمحة عامة
تتحذث القصة عن قنفذ أزرق اسمه سونيك، يعيش في قرية نوثل في كوكب يعرف باسم موبيوس، حيث يعيش ثلاثة أجناس : الموبيانز، الأوفر لاندرز والبشر وهم أقل من يتواجد على الكوكب بسبب تهديدهم بالانقراض . تم تكوين الموبيانز والأوفرلاندرز بسبب هجوم على كوكب الأرض في عام 2006 ميلادي، في القرن الواحد والعشرين، من قبل مخلوقات تعرف باسم الزودرا، وهم عبارة عن كائنات فضائية، أرسلت سفيرا للأرضيين لعملية السلام بين البشر والزودرا، ولكن عالما يعرف باسم الدكتور إيفان روبوتنيك قام بقتل هذا السفير وتحليله مما أدى لهجوم الزودرا على الكرة الأرضية، وضربت هذه المخلوقات الأرض بمواد جينية جعلت البشر يتطورون إلى الأوفرلاندرز، واختلطت جينات البشر بالحيوانات مما أدى لتكون الموبيانز، لم يتعايش الموبيانز والأوفرلانرز، بل كانوا دائما في خلاف وحرب، وعاشوا فترة تعرف باسم الحرب الكبرى !
ولد سونيك، وعاش في قرية نوثل، وتربى في عائلة القنافذ لدى والديه، جيولز وبرانيديت، وعمه السير شارلز، وتعرف سونيك إلى فرقة تعرف باسم الفريدوم فايترز أو المقاتلون الأحرار، الذي يتكون من : سالي أكورن «أميرة مملكة البلوط» , أنتوان ديكوليت، باني رابوت، مايلز تيلز براور وروتر وارلوس .
قاتل سونيك العديد من الأشرار وأهمهم د.ايفو روبوتنيك، الذي كان أكثر الأشرار شراسة وشرا، وفي الإصدار 50 , قتل روبوتنيك عن طريق إرساله إلى بعد آخر من قبل سونيك، ولكن روبوتنيك المستقبلي الذي يعرف باسم د.إيغ مان، وشغل ما يعرف باسم الديث إيغ مارك 2 , والتي سببت تفرق الفريدوم فايترز، فقد تحولت سالي لالية، وأصبحت تهاجم سونيك ورفاقه، أنتوان في حالة سيئة ولا يعرف أحذ إذا ما سيموت، وبانني مختفية، وزاد الأمر سوءا عندما حكم الساحر الشرير إكسس ناجز المملكة .

## عناوين أخرى
يوجد الكثر من العناوين التي أنشأتها ارتشي كوميكس منها :
1. سونيك يونيفيرس
2. سونيك اكس
3. النضاض ناكلز

### الشخصيات

#### الأبطال
- Sonic the Hedgehog
- Miles "Tails" Prower
- Princess Sally Acorn
- Bunnie Rabbot
- Rotor
- Antoine D'Coolette
- NICOLE
- Mina Mongoose
- Amy Rose
- Knuckles the Echidna
- Julie-Su
- Chaotix